# Thiếu dưỡng khí ở cá

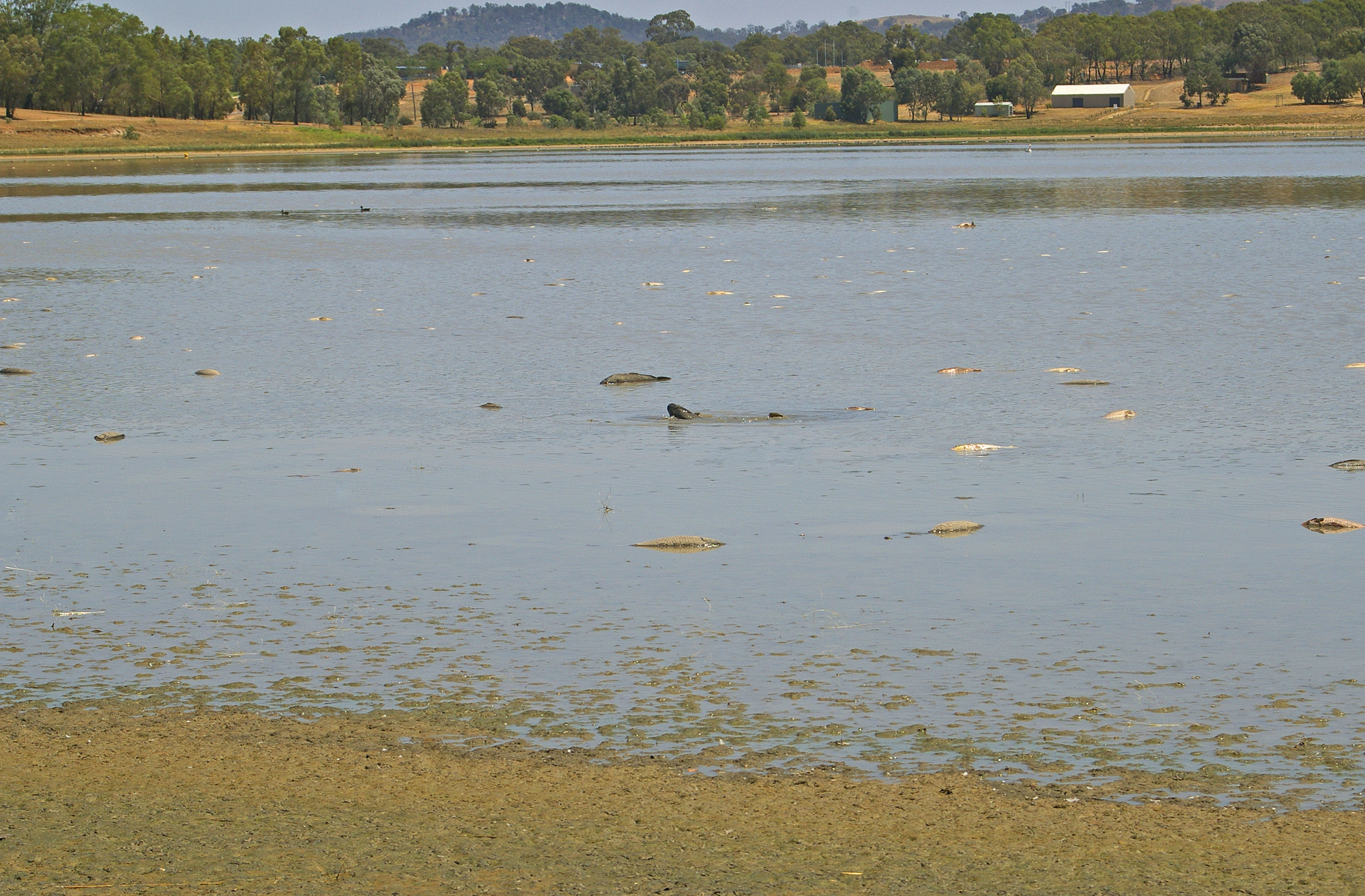
Cá chép chết ngạt ở hồ do thiếu dưỡng khí

Thiếu dưỡng khí ở cá hay còn gọi là thiếu oxy ở cá (Hypoxia) hay cá chết ngạt hay cá nổi đầu là hiện tượng lượng oxy trong nước xuống thấp ngưỡng chịu đựng dẫn đến hiện tượng cá chết hàng loạt (cá chết trắng). Tình trạng thiếu oxy sinh thái (thiếu oxy) là một trong những nguyên nhân tự nhiên phổ biến nhất của cá chết. Nguyên nhân có thể là do nhiệt độ thay đổi, hạn hán, lụt bão, cá tập trung quá đông và sự phát triển bất thường của các sinh vật thủy sinh như thủy triều đỏ, nước nở hoa. Nồng độ oxy cạn kiệt là nguyên nhân phổ biến nhất của hiện tượng cá chết.
Cá sống trong nước cần dưỡng khí (oxy) đầy đủ để thực hiện quá trình trao đổi chất. Mỗi loài cá, mỗi giai đôạn phát triển và điều kiện môi trường khác nhau, yêu cầu lượng oxy khác nhau. Lúc lượng oxy hòa tan trong nước thấp quá giới hạn sẽ làm làm cho cá chết ngạt. Cá trắm cỏ, cá trắm đen, cá mè trắng, cá mè hoa thường hàm lượng Oxy trong nước khoảng 1 mg/l, cá bắt đầu nổi đầu đến 0,4-0,6 mg/l thì cá chết chết ngạt. Cá chép, cá diếc chết ngạt ở lượng oxy hòa tan 0,1-0,4 mg/l, cá vền khoảng là 0,4-0,5 mg/l.

## Nguyên nhân
Nhiệt độ ấm hơn có thể thúc đẩy quá trình phát triển các đám tảo dưới nước với tốc độ nhanh hơn, khiến chúng hấp thụ oxy nhiều hơn và lấy hết dưỡng khí của cá. Thời tiết nóng cũng sẽ khiến lượng oxy trong nước giảm thấp hơn so với điều kiện thời tiết bình thường. Đây có thể là nguyên nhân khiến cá thiếu oxy và chết Trong trường hợp thủy triều có sự thay đổi đột ngột không theo quy luật tự nhiên, nước chạy yếu đã làm hạn chế sự khuếch tán oxy trong nước.
Hạn hán có thể dẫn đến khối lượng nước thấp hơn để ngay cả khi nước có chứa một mức độ cao của oxy hòa tan, khối lượng giảm có thể không đủ cho số lượng cá. Hạn hán thường xảy ra cùng với nhiệt độ cao để các năng vận chuyển oxy của nước cũng có thể được giảm. Dòng chảy thấp cũng làm giảm độ pha loãng có sẵn cho phép thải nước thải được xử lý hoặc chất thải công nghiệp. Độ pha loãng giảm làm tăng nhu cầu oxy hữu cơ tiếp tục giảm nồng độ oxy có sẵn cho cá. Thời tiết nắng nóng kéo dài có những ngày nhiệt độ lên đến 40oC ngoài không khí, trên các ao nuôi nhiệt độ nước mặt đôi khi lên đến 36-380C, nhiệt độ này nằm ngoài giới hạn nhiệt độ của các loài cá nuôi truyền thống (22-280C). Do vậy cá nuôi trong ao sẽ yếu dần, ăn kém và nguy cơ mắc bệnh rất cao
Cùng với đó khi nhiệt độ môi trường không khí và môi trường nước lên cao oxy hòa tan vào nước sẽ thấp, mức độ tiêu thụ oxy của các loài thủy sinh vật trong ao tăng dẫn đến các hiện tượng thiếu oxy trong nước. Khi nhiệt độ lên cao quá trình chuyển hóa hóa học, phản ứng sinh hóa dẫn đến thiếu oxy trong tầng đáy cũng như trong ao. Thiếu oxy dẫn đến quá trình phân hủy thiếu khí tạo thành các khí độc: NH3, H2S, CH4 sẽ dẫn tới tình trạng cá bị sốc, ngộ độc, giảm sức đề kháng và bệnh sẽ phát triển. Nếu quá trình thiếu khi xảy ra trong thời gian dài, các động vật thủy sản nuôi sẽ bị chết ngạt do thiếu oxy. Hơn 70.000 tấn cá chết ở khu vực sông Magdalena, Columbia nguyên nhân được cho là do mực oxy hạ xuống thấp sau bão lớn, gây thiếu dưỡng khí cho cá.
Hiện tượng cá chết ngạt do thiếu oxy còn xảy ra ở những ao hồ nước tĩnh nhất là những mặt nước tĩnh có nhiều mùn bã hữu cơ hoặc bón quá nhiều phân hữu cơ. Việc nuôi cá với mật độ quá dày, khoảng cách giữa các bè quá chật đã hạn chế không gian sống của cá, chế độ dinh dưỡng cho cá không tuân thủ theo yêu cầu làm phát sinh vi khuẩn gây hại trong nước và việc gia tăng hàm lượng hữu cơ dư thừa từ nguồn thức ăn đã làm cho hàm lượng oxy hòa tan trong nước bị suy giảm.

## Biểu hiện
Cá thiếu oxy thường nỗi lên mặt nước, đớp không khí để hô hấp gọi là hiện tượng cá nổi đầu. Nếu thiếu dưỡng khí kéo dài thì môi dưỡi nhô ra, màu sắc trên lưng biến nhạt, trong ao hồ nuôi cá, cá mè nổi đầu trước rạng đông thì mức độ tương đối nhẹ, trái lại toàn bộ cá trong ao nổi đầu từ 12 giờ đêm về trước hoặc trong nước bơi lội toán loạn, tư thế nằm thẳng, lúc húc đầu vào bờ chứng tỏ thủy vực thiếu oxy nghiêm trọng, nếu không có biện pháp xử lý cá sẽ chết hàng loạt thậm chí chết toàn bộ.
Thiều oxy kéo dài làm cho cơ thể cá thiếu máu, sinh trưởng châm, hàm dưới lồi ra ngoài. Mùa hè cá, tôm dễ bị nổi đầi nhất là khi trời sấm sét mà không có mưa hay trước mưa dong do các áp suất khô khí giảm thấp O2 hòa tan và nước giảm làm cho cá, nổi đầu hoặc có khi mưa giông rất ngắn, nhiệt độ nước ở tầng mặt giảm, tầng đáu cao gây ra hiện tượng đối lưu, các chất mùn bã hữu cơ ở tầng đáy được đảo lên tăng cường phân hủy tiêu hao nhiều O2 đồng thời thấy khí độc như H2S, NH3, CO2 làm cho cá nổi đầu.
Những ao hồ tảo phát triển mạnh, ban ngày chúng tiến hành quang hợp sản sinh ra nhiều O2, nhưng ngược lại vào ban đêm trong quá trình hô hấp, chúng lại lấy nhiều O2 môi trường và thải ra nhiều CO2 dễ làm cho cá nổi đầu. Có lúc trong môi trường đầy đủ nhưng CO2 (Cacbonic) quá cao lên đến 80 mg/l ở nhiệt độ 20-31oC, CO2 trong máu cá không thoát ra ngoài được làm hôn mê thần kinh trung ương. Cá khó lấy O2 hòa tan trong nước, nếu hàm lượng cacbonic trong nước 20 mg/l mà cá nỗi đầu thì do nước thiếu O2 là chủ yếu.